# Historia de los judíos en Mónaco

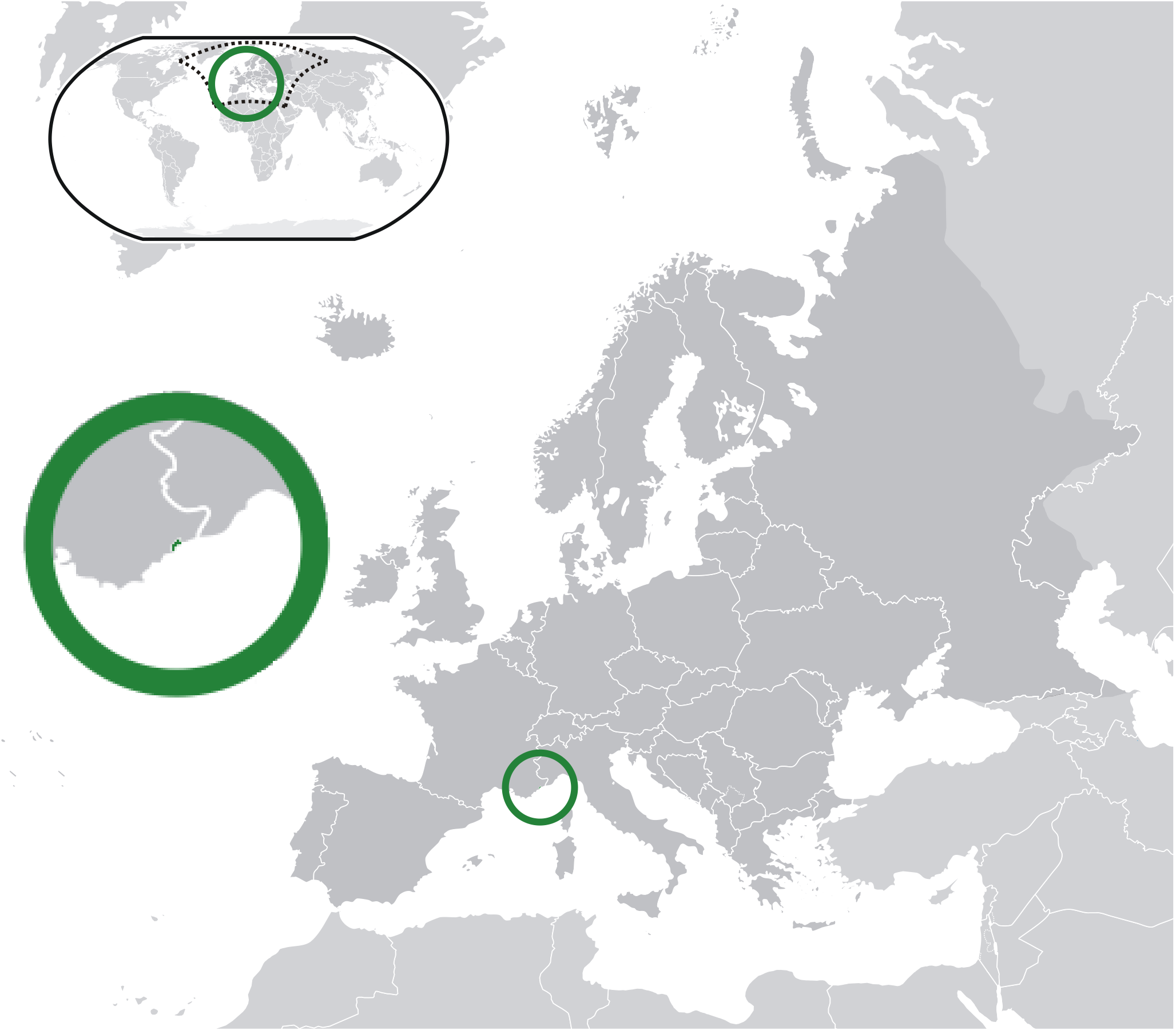
Localización de Mónaco (verde oscuro, en un círculo) en Europa

La historia de los judíos en Mónaco se remonta al menos a un siglo, sobre todo a la época del Holocausto. Mónaco tenía una presencia judía muy pequeña antes de la Segunda Guerra Mundial, con aproximadamente 300 miembros, en su mayoría son judíos asquenazíes de Francia.

## Historia
Durante la Segunda Guerra Mundial el gobierno del principado emitió documentos de identidad falsos a sus residentes judíos para protegerlos de la deportación nazi. El príncipe Luis II se negó a despedir a los funcionarios judíos y protegió a Édouard de Rothschild de la deportación. Sin embargo, la policía de Mónaco arrestó y entregó a 42 refugiados judíos centroeuropeos a los nazis. 76 judíos fueron arrestados en su territorio y deportados entre 1942 y 1944, siendo 90 en total.

#### Monumento y pedido de disculpas
En agosto de 2015, el príncipe Alberto II se disculpó por el papel de Mónaco en la deportación de judíos a los campos de concentración de la Alemania nazi. En esa ocasión, el Príncipe inauguró un monumento dedicado a los judíos de Mónaco que fueron deportados; se encuentra en el cementerio de Mónaco.

## Posguerra
En 1948, se fundó la Association Cultuelle Israelite de Monaco como organización oficial de la comunidad judía de Mónaco, la cual recibe servicios regulares de Shabat, en la Synagoga Edmond Safra. También hay un rabino permanente (M. Isaac Amsellem) que supervisa una tienda de alimentos kosher. Hay también una escuela hebrea. 
La comunidad judía actual en Mónaco se compone principalmente de jubilados de Francia y el Reino Unido, y también hay una pequeña población de judíos turcos y del norte de África.
Si bien Mónaco casi no tiene ciudadanos judíos, aproximadamente 1000 expatriados judíos de otros países comprenden aproximadamente el 2,86% del total de residentes de Mónaco (ciudadanos y no ciudadanos combinados). Esto significa que Mónaco tiene el mayor total per cápita de residentes judíos de cualquier país del mundo fuera de Israel (aunque no el mayor número per cápita de ciudadanos judíos).
Mónaco tiene plenas relaciones diplomáticas con Israel.

## Casa Grimaldi
La hija de Caroline, princesa de Hannover, Charlotte Casiraghi estaba en una relación con el comediante marroquí-judío Gad Elmaleh, quien había ganado notoriedad en Francia, Marruecos y Estados Unidos. Tuvieron un hijo, Raphaël, que nació el 17 de diciembre de 2013 y fue bautizado. Como no estaban casados, Raphaël no está incluido en la línea de sucesión al trono monegasco. La pareja se separó en junio de 2015.